# وستفيل (أوكلاهوما)
وستفيل (بالإنجليزية: Westville town, Oklahoma)‏ هي بلدة تقع بولاية أوكلاهوما في الولايات المتحدة. تبلغ مساحتها 5.12 كم2، وترتفع عن سطح البحر 344 م، بلغ عدد سكانها 1,639 نسمة في عام 2010 حسب إحصاء مكتب تعداد الولايات المتحدة وتصل الكثافة السكانية فيها 320.1 نسمة لكل كيلومتر مربع (829.1/ميل2).

## التركيبة السكانية
حدّد مكتب تعداد الولايات المتحدة بيانات التركيبة السكانية لوستفيل في تعداد الولايات المتحدة. في ما يلي، التركيبة السكانية حسب تعدادي 2000 و2010.

### تعداد عام 2000
بلغ عدد سكان وستفيل 1,596 نسمة بحسب تعداد عام 2000، وبلغ عدد الأسر 599 أسرة وعدد العائلات 402 عائلة مقيمة في البلدة. في حين سجلت الكثافة السكانية 311.7 نسمة لكل كيلومتر مربع (807.3/ميل2). وبلغ عدد الوحدات السكنية 719 وحدة بمتوسط كثافة قدره 140.4 لكل كيلومتر مربع (363.6/ميل2).
وتوزع التركيب العرقي للبلدة بنسبة 62.41% من البيض و0.25% من الأمريكيين الأفارقة و28.07% من الأمريكيين الأصليين و0.31% من الأمريكيين ذوي الأصول الآسيوية و2.63% من الأعراق الأخرى و6.33% من عرقين مختلطين أو أكثر و6.02% من الهسبانيون أو اللاتينيون من أي عرق.
بلغ عدد الأسر 599 أسرة كانت نسبة 40.1% منها لديها أطفال تحت سن الثامنة عشر تعيش معهم، وبلغت نسبة الأزواج القاطنين مع بعضهم البعض 45.9% من أصل المجموع الكلي للأسر، ونسبة 17.5% من الأسر كان لديها معيلات من الإناث دون وجود شريك، بينما كانت نسبة 3.7% من الأسر لديها معيلون من الذكور دون وجود شريكة وكانت نسبة 32.9% من غير العائلات. تألفت نسبة 28.7% من أصل جميع الأسر من عدة أفراد يعيشون في نفس المنزل ونسبة 12% كانت تتألف من شخص يعيش بمفرده يبلغ من العمر 65 عاماً أو أكثر. وبلغ متوسط حجم الأسرة المعيشية 2.57، أما متوسط حجم العائلات فبلغ 3.16.
بلغ العمر الوسطي للسكان 34.5 عاماً. وكانت نسبة 29.9% من القاطنين تحت سن الثامنة عشر، وكانت نسبة 8.3% بين الثامنة عشر والرابعة والعشرين عاماً، ونسبة 25.3% كانت واقعةً في الفئة العمرية ما بين الخامسة والعشرين والرابعة والأربعين عاماً، ونسبة 20% كانت ما بين الخامسة والأربعين والرابعة والستين، ونسبة 12.8% كانت ضمن فئة الخامسة والستين عاماً فما فوق. يوجد لكل 100 أنثى 89.2 ذكر، ويوجد لكل 100 أنثى في الثامنة عشر من عمرها فما فوق 85.0 ذكر.
بلغ متوسط دخل الأسرة في البلدة 22,381 دولارًا، أما متوسط دخل العائلة فبلغ 28,882 دولارًا. وكان متوسط دخل الذكور 25,729 دولارًا مقابل 20,438 دولارًا للإناث. وسجل دخل الفرد الخاص بالبلدة 11,055 دولارًا. وكانت نسبة 16.1% من العائلات ونسبة 22.3% من السكان تحت خط الفقر، وكان من هؤلاء نسبة 24.4% تحت سن الثامنة عشر ونسبة 19% في الخامسة والستين من العمر وما فوق.

### تعداد عام 2010
بلغ عدد سكان وستفيل 1,639 نسمة بحسب تعداد عام 2010، وبلغ عدد الأسر 617 أسرة وعدد العائلات 386 عائلة مقيمة في البلدة. في حين سجلت الكثافة السكانية 320.1 نسمة لكل كيلومتر مربع (829.1/ميل2). وبلغ عدد الوحدات السكنية 714 وحدة بمتوسط كثافة قدره 139.5 لكل كيلومتر مربع (361.3/ميل2).
وتوزع التركيب العرقي للبلدة بنسبة 54.48% من البيض و0.49% من الأمريكيين الأفارقة و31.12% من الأمريكيين الأصليين و0.61% من الأمريكيين ذوي الأصول الآسيوية و2.44% من الأعراق الأخرى و10.86% من عرقين مختلطين أو أكثر و7.14% من الهسبانيون أو اللاتينيون من أي عرق.
بلغ عدد الأسر 617 أسرة كانت نسبة 41.8% منها لديها أطفال تحت سن الثامنة عشر تعيش معهم، وبلغت نسبة الأزواج القاطنين مع بعضهم البعض 38.7% من أصل المجموع الكلي للأسر، ونسبة 18.6% من الأسر كان لديها معيلات من الإناث دون وجود شريك، بينما كانت نسبة 5.2% من الأسر لديها معيلون من الذكور دون وجود شريكة وكانت نسبة 37.4% من غير العائلات. تألفت نسبة 31.4% من أصل جميع الأسر من عدة أفراد يعيشون في نفس المنزل ونسبة 13.9% كانت تتألف من شخص يعيش بمفرده يبلغ من العمر 65 عاماً أو أكثر. وبلغ متوسط حجم الأسرة المعيشية 2.66، أما متوسط حجم العائلات فبلغ 3.37.
بلغ العمر الوسطي للسكان 31.0 عاماً. وكانت نسبة 33.4% من القاطنين تحت سن الثامنة عشر، وكانت نسبة 8.5% بين الثامنة عشر والرابعة والعشرين عاماً، ونسبة 25.9% كانت واقعةً في الفئة العمرية ما بين الخامسة والعشرين والرابعة والأربعين عاماً، ونسبة 20.6% كانت ما بين الخامسة والأربعين والرابعة والستين، ونسبة 11.6% كانت ضمن فئة الخامسة والستين عاماً فما فوق. وتوزع التركيب الجنسي للسكان بنسبة 48% ذكور و52% إناث.